# 예술사진

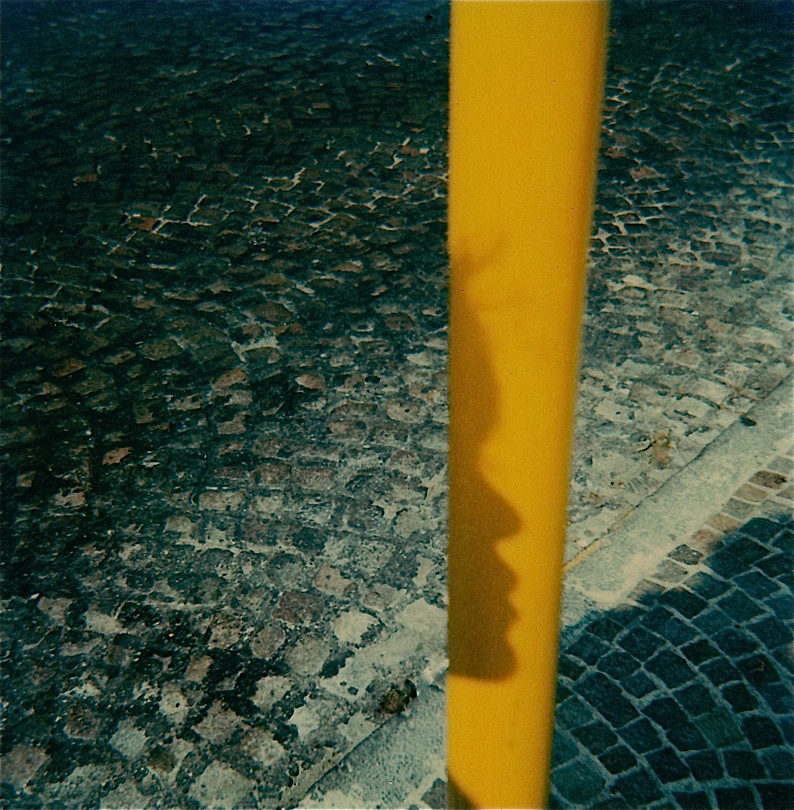
아우구스토 데 루카 ‪폴라로이드‬ sx 70

예술사진(藝術寫眞, 영어: fine-art photography)은 일반적으로 기록, 증명 등의 이유가 아니라 예술 작품으로 촬영된 사진이다. 예술사진은 사진을 창의적인 표현의 매체로 사용하여 예술가로서의 사진가의 비전에 따라 만들어진 사진이다. 예술 사진의 목표는 아이디어, 메시지, 감정을 표현하는 것이다. 이는 특정 주제와 사건에 대한 다큐멘터리의 시각적 설명을 제공하고 사진가의 주관적인 의도가 아닌 객관적인 현실을 말 그대로 표현하는 포토저널리즘과 같은 재현적 사진, 제품이나 서비스를 광고하는 것이 주요 초점인 상업 사진과 대조된다.

## 프레임 및 인쇄 크기
1950년대 중반까지 갤러리 전시회를 위해 사진을 액자에 넣는 것은 저속하고 가식적인 것으로 널리 간주되었다. 인쇄물은 일반적으로 블록보드나 합판에 간단하게 붙여넣거나 암실에서 흰색 테두리를 지정한 다음 디스플레이 보드의 모서리에 고정했다. 따라서 인쇄물을 가리는 유리 반사 없이 인쇄물이 표시되었다. 스타이헨(Steichen)의 유명한 더 패밀리 오브 맨(The Family of Man) 전시회는 액자가 없고 그림이 패널에 붙여졌다. 1966년까지도 빌 브랜트(Bill Brandt)의 MoMA 쇼는 액자 없이 얇은 합판에 간단한 프린트를 붙여 놓은 상태였다. 1950년대 중반부터 2000년경까지 대부분의 갤러리 전시회에는 유리 뒤에 인쇄물이 있었다. 2000년경부터 유리판과 유리 없이 현대 갤러리 판화를 다시 한 번 보여주려는 눈에 띄는 움직임이 있었다. 게다가 20세기 전반에 걸쳐 인쇄물의 크기도 눈에 띄게 증가했다.

## 같이 보기
- 미술
- 사진가 목록